# Koen Sanders
Koen Sanders  est un footballeur belge, né le 17 décembre 1962 à Bruges (Belgique).

## Biographie
Il a été milieu de terrain au Club Bruges KV et au FC Malines. Il a joué 432 matches en championnat de Belgique. Il est international belge en 1989 et 1990.
Son frère ainé Luc Sanders a également été international belge.

## Palmarès
- International en 1989-1990  (7 sélections, 4 capes)
- Vainqueur de la Coupe d'europe des vainqueurs de Coupe en 1988 avec le FC Malines
- Champion de Belgique en 1989 avec le FC Malines
- Vice-Champion de Belgique en 1987 et 1988 avec le FC Malines
- Vainqueur de la Coupe de Belgique en 1987 avec le FC Malines
- Finaliste de la Coupe de Belgique en 1991 avec le FC Malines